# Dionysios von Phourna
Dionysios von Phourna (* um 1670 in Phourna / Evritania, heute Sterea Ellas, Ätolien, Mittelgriechenland; † nach 1744) war ein griechischer Maler und Priestermönch (Hieromonachos).

## Leben
Dionysios lebte seit seinem 16. Lebensjahr bis 1734 in Karyes auf dem Athos als Malermönch, wo er Schüler hatte. Seinen Ikonen und Wandmalereien wird mittelmäßige Qualität bescheinigt. Erhalten sind vier Briefe, 18 Epigramme und zwei liturgische Texte aus seiner Feder. Berühmt geworden ist er allerdings als Verfasser bzw. Kompilator eines Malerbuchs, bekannt unter dem sekundären Titel Malerbuch vom Berg Athos oder Hermeneia.

## Werke

### Ikonen
Erhalten sind einige seiner Ikonen auf dem Athos, in Dominianoi / Evritaneia und Phourna, wie Wandmalereien auf dem Athos (in Karies von 1711 und im Dochiariou-Kloster von 1721), sowie in der Basilios-Kirche in Retina / Thessalien.

### Schriften
- Das Handbuch der Malerei vom Berge Athos. Aus dem handschriftlichen neugriechischen Urtext übersetzt von Godehard Schäfer, mit Anmerkungen von Adolph Napoléon Didron d. Ä. und Godehard Schäfer, Verlag der Lintz’schen Buchhandlung, Trier 1855 (Digitalisat), später mehrfach erneut aufgelegt.